# Roy Bittan
Cet article possède un paronyme, voir Bitan.
Roy Bittan, né le 2 juillet 1949 est un musicien américain, claviériste connu pour avoir joué le piano et l'orgue avec le groupe E Street Band de Bruce Springsteen.
Bittan a joué sur de nombreux albums, outre Bruce Springsteen, David Bowie, Jackson Browne, Tracy Chapman, Chicago, Dire Straits, Peter Gabriel, Meat Loaf, Stevie Nicks, Bob Seger et Bonnie Tyler.

## Biographie
Bittan est né à Rockaway Beach (New York).
Avant de rejoindre le E-Street Band de Bruce Springsteen, Bittan a joué avec Meat Loaf puis a joué sur le premier album de Bon Jovi, des albums de David Bowie et de Gary U.S. Bonds.
Il a joué longtemps avec Bruce Springsteen, débutant avec l'album Born to Run en 1975. Lorsque Springsteen a arrêté sa coopération avec le E Street Band en 1989, Roy Bittan fut le seul membre du groupe qui continua à jouer avec Springsteen en studio et en public.
Bittan joue principalement du piano, mais aussi de l'accordéon et de l'orgue.